# Heike Oevermann

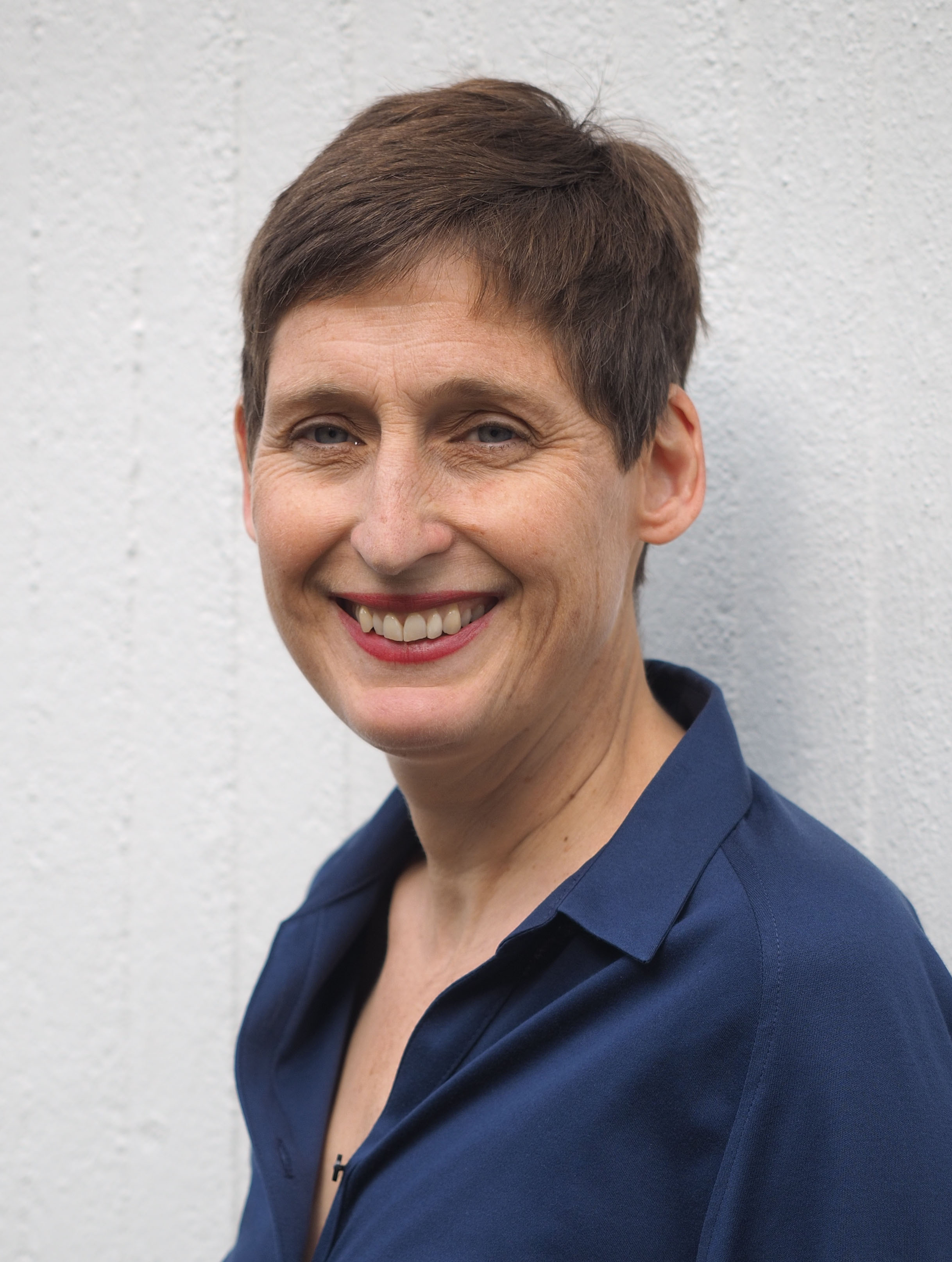
Heike Oevermann

Heike Oevermann (* 1970) ist eine deutsche Denkmalpflegerin mit einem Hintergrund aus Architektur und Heritage Studies.

## Leben
Heike Oevermann studierte Architektur (Braunschweig, Sevilla) und World Heritage Studies (Cottbus). Nach Lehrjahren in unterschiedlichen Büros hat sie gemeinsam mit Andreas Oevermann das Büro architectureRelated gegründet. 2012 wurde sie an der TU Berlin, Johannes Cramer, promoviert über die (konflikthaften) Transformationsprozesse des Denkmals und UNESCO-Weltkulturerbes Zeche Zollverein. Heike Oevermann hat seit 2011 am Georg-Simmel-Zentrum der Humboldt-Universität zu Berlin gearbeitet, von 2016 bis 2021 das Zentrum als stellvertretende Direktorin geleitet, mit dem Themenschwerpunkt Städtisches Kulturerbe / Urban Heritage. Ihre wissenschaftliche Arbeit ist interdisziplinär geprägt und sucht den Austausch mit der Gesellschaft durch Projekte des Wissenstransfers und der Koproduktion von Wissen.
Lehrtätigkeiten erfolg(t)en an der Humboldt-Universität zu Berlin; der TU Berlin; der Bauhaus-Universität Weimar; The Oslo School for Architecture and Design, Norway; University of Gothenburg, Schweden; University of Bergen, Norwegen; Politecnico di Milano, Italien; NABA Milano, Italien. Sie nutzt und entwickelt Ansätze des Forschenden Lernen (Harald A. Mieg) für das Fach Denkmalpflege weiter.
2020 wurde sie an der Bauhaus-Universität Weimar (Hans-Rudolf Meier) habilitiert, mit der Venia in Denkmalpflege und jüngerer Stadtbaugeschichte. Für das akademische Jahr 2021/2022 übernahm sie in Vertretung die Professur für Denkmalpflege an der Otto-Friedrich-Universität in Bamberg (Lehrstuhl Gerhard Vinken).
Seit 2023 ist sie Professorin für Denkmalpflege und Bauen im Bestand an der TU Wien.
Sie ist Mitglied im Arbeitskreis Theorie und Lehre der Denkmalpflege e.V, bei ICOMOS Deutschland, aktiv bei TICCIH (mitverantwortlich für die TICCIH Textile Study), Mitglied der Association of Critical Heritage Studies, im Bauhaus-Institut der Geschichte und Theorie der Architektur und der Planung, sowie im Förderverein Gedenkstätte und Museum Sachsenhausen.
Im Fach leistet sie Beiträge insbesondere zum städtischen Industrieerbe, zu Theorie und Praxis denkmalgerechter Umnutzung und gesellschaftlichen Bewertungsprozessen historischer Materialität.

## Schriften (Auswahl)
- H. Oevermann: Urban Textile Mills: Conservation and Conversion. Berlin: Bebra, 2021
- Heike Oevermann, Bartosz Walczak, Mark Watson: The heritage of textile industry. Thematic study for TICCIH, Łódź: University publishing house of Łódź University of Technology, 2021.
- H. Oevermann: Historische Industriekomplexe in der Stadt. Habilitationsschrift Bauhaus-Universität Weimar, 2020. e-pub.uni-weimar.de/opus4/frontdoor/index/index/docId/4358
- J. Hoppe, H. Oevermann (Hg.): Metropole Berlin. Die Wiederentdeckung der Industriekultur. Berlin: Bebra, 2020.
- H. Oevermann, E. Gantner (Eds.): Securing Urban Heritage: Agents, Access, and Securitization. London, New York: Routledge, 2019.
- H. Oevermann, S. Frank, E. Gantner (Hg.): Städtisches Erbe – Urban Heritage. Themenheft. Informationen zur modernen Stadtgeschichte. 1/2016.
- H. A. Mieg, H. Oevermann: Planungsprozesse in der Stadt: Die Synchrone Diskursanalyse. Forschungsinstrument und Werkzeug für die planerische Praxis. Zürich: vdf, 2015.
- H. Oevermann, H. A. Mieg (Eds.): Industrial Heritage Sites in Transformation. Clash of Discourses. New York, London: Routledge, 2015.
- E. Gantner, E. Bertuzzo, J. Niewöhner, H. Oevermann (Hg.): Kontrolle öffentlicher Räume. Unterstützen, Unterdrücken, Unterhalten, Unterwandern. In der Reihe: Zeithorizonte. Berlin, u. a.: Lit-Verlag, 2013.
- H. Oevermann: Über den Umgang mit dem industriellen Erbe. Eine diskursanalytische Untersuchung städtischer Transformationsprozesse am Beispiel Zeche Zollverein. Essen: Klartext, 2012
- S. Below, M. Henning, H. Oevermann (Hg.): Die Berliner Bauausstellungen – Wegweiser in die Zukunft. Berlin: Regioverlag, 2009.